# Ракеташ
Ракеташ (енгл. The Rocketeer), амерички је филм из 1991. године у режији Џоа Џонстона.

## Радња
Радња филма се одвија у Лос Анђелесу 1938. Пилот Клиф Сикорд тестира авион који је направио његов пријатељ авио-механичар Бир Пибоди када гангстери у потрази за ФБИ стигну на њихов аеродром. Због криминалаца, Сикорд доживи несрећу, а он и Пибоди западају у дугове код власника аеродрома Бигелоу. Убрзо након разговора са њим, проналазе млазни ранац у једном од авиона у хангару. Гангстери су га украли из фабрике у власништву Хауарда Хјуза и сакрили. Клиф и Пив тестирају млазњак и одлучују да га користе за наступе како би зарадили новац за нови авион. Пиви надограђује ранац и прави кацигу са воланом за њега.
У међувремену, гангстерски шеф Еди Валентин решава питање украденог ранца са глумцем Невилом Синклером, коме је украден. Синклеру је заиста потребан овај ранац, али не открива у коју сврху, а уз помоћ свог помоћника Лотара покушава сам да сазна све.
Осим дугова, Клиф има и проблеме у вези са својом девојком Џени, која ради као глумица и жели леп живот. Из тог разлога, она пристаје на састанак са Невилом Синклером. Позива је на састанак у клуб „Саут Сис” након што је отпуштен са снимања због Клифове кривице. Разлог за овај позив је тај што је Невил случајно чуо разговор између Клифа и Џени, из којег схвата да Клиф има ранац, а девојка може да одведе до њега.
Клиф одлази на аеромитинг, али касни, а уместо њега за команде двокрилног авиона кловн седи његов пријатељ Малколм. Долази до ванредне ситуације - авион има проблема са мотором током лета, а Малколм, који седи за кормилом, не може да се носи са тим. Клиф први пут ставља млазњак и спашава пилота, одмах добија име „Ракеташ”. Синклер сазнаје за ово и шаље Лотара да сазна ко има ракету. Прво долази код Бигелоуа, тера га да напише адресу, убија га и долази у кућу Клифа и Пибодија, где напада обоје. ФБИ стиже тамо, сазнавши за ранац из новина, и жели да га врати Хјузу. Пуцају у кућу, Клиф и Пибоди беже. Лотар такође бежи одатле, узимајући цртеже ранца који је направио Пибоди.
Касније, преко гангстера који су дошли у кафић на аеродрому и покушавали да пронађу Клифа, овај други сазнаје да је Џени са Синклером у клубу „Саут Сис”, и лети тамо на ранцу, схватајући да јој је живот угрожен. Међутим, његов план пропада – Клиф изазива хаос у клубу и одлеће, а Џени, упркос свему, завршава са Синклером, случајно проналази тајну собу у његовој кући и сазнаје да је он заправо фашистички агент.
Клиф се враћа у кафић на аеродрому, где га зове Еди Валентин и нуди му да мења ранац за девојку у опсерваторији Грифит. У овом тренутку, Клифа су ухватили агенти ФБИ који су направили заседу у кафићу и одвели Хауарду Хјузу. Показује му пропагандни филм донет из Немачке, из којег постаје јасно да Немци желе да опреми своју војску млазним ранама и тако освоје цео свет. Такође захваљујући ФБИ, Клиф схвата да је Невил Синклер шпијун, бежи и лети на ранцу у опсерваторију. Заједно са Џени, позивају се на Едијев патриотизам, говорећи му о својим нагађањима, а он се окреће против Синклера. Али ово последње је било спремно – јуришна група немачких војника чекала је у заседи код опсерваторије, а нешто касније стиже дирижабл да покупи Синклера и остале. Тада се појављује ФБИ, и они заједно са гангстерима пуцају у јуришну групу. Синклер, са Џени као таоцем, и Лотар успевају да побегну ваздушним бродом. Сикорд на свом ранцу их сустиже и обрачунава се са посадом. Дајући ранац у замену за Џенин живот, Клиф отвара рупу у ранцу прекривену жваком, коју су агенти ФБИ-ја тамо оставили метком. Због цурења горива из њега, Синклер, који је одлетео на ранцу, запали се, падне на натпис „Холивуд” и умире. Нешто касније, због запаљене гондоле, дирижабл почиње да експлодира. Џени и Клиф беже жиропланом, у који Пибоди и Хауард Хјуз долећу да их покупе.
Следећег дана, Хауард Хјуз стиже на аеродром и даје Клифу нови авион за спас света. А онда се испостави да је Џени узела Пибодијеве цртеже из тајне собе у Синклеровој кући, што значи да се млазни ранац може вратити, а Ракеташ ће поново летети...